# Vas Blackwood
Vasta Roy Blackwood (Londra, 17 gennaio 1962) è un attore britannico.
In Italia è conosciuto per aver recitato il ruolo di Desmond Henry nella sit-com My Spy Family.

## Filmografia
- Annika - miniserie TV, episodi 1-2 (1984)
- Arthur's Hallowed Ground - film TV (1984)
- Only Fools and Horses - serie TV, episodio 5x03 (1986)
- The Lenny Henry Show - serie TV, 12 episodi (1987-1988)
- In Sickness and in Health - serie TV, 4 episodi (1989)
- Spatz - serie TV, 33 episodi (1990-1992)
- Lock & Stock - Pazzi scatenati (Lock Stock and Two Smoking Barrels), regia di Guy Ritchie (1998)
- Babymother - film TV (1998)
- Mean Machine, regia di Barry Skolnick (2001)
- Fun at the Funeral Parlour - serie TV, episodio 2x01 (2002)
- 9 Dead Gay Guys, regia di Lab Ky Mo (2002)
- One Love, regia di Rick Elgood e Don Letts (2003)
- Creep - Il chirurgo (Creep), regia di Christopher Smith (2004)
- The Trouble with Men and Women, regia di Tony Fisher (2005)
- Rollin' with the Nines, regia di Julian Gilbey (2006)
- My Spy Family - serie TV, 25 episodi (2007-2008)
- Daylight Robbery - Un colpo british style (Daylight Robbery), regia di Paris Leonti (2008)
- Mercenarie (Mercenaries), regia di Paris Leonti (2011)

## Doppiatori italiani
Nelle versioni in italiano delle opere in cui ha recitato, Vas Blackwood è stato doppiato da:
- Gaetano Varcasia in Mean Machine
- Roberto Draghetti in Creep - Il chirurgo
- Massimiliano Plinio in L'uomo senza legge
- Davide Lepore in Lock & Stock - Pazzi scatenati